# Ariana (actriz porno)
Ariana (Brooklyn, Nueva York; 3 de noviembre de 1958) es una exactriz pornográfica, modelo erótica, modelo fetichista y dominatrix estadounidense.

## Biografía
Ariana, nombre artístico de Barbara Reilly, nació en el borough de Brooklyn en noviembre de 1958, en una familia de ascendencia mestiza y con raíces italianas y griegas. En 1989, comenzó a trabajar como estríper en el club Frank's Chicken House de Manville (Nueva Jersey), donde conoció a la actriz pornográfica Nina Hartley, quien se le acercó y le sugirió que se convirtiera en modelo erótica, acosejándole realizar sesiones fotográficas para posar en diversas revistas para adultos. Ariana, que tenía 30 años en ese momento, rechazó la oferta, pensando que no podría encontrar trabajo debido a su edad y la cantidad de tatuajes que tenía, lo cual era poco común y se consideraba un tabú en aquel entonces.
Posteriormente, se le acercaron los actores pornográficos Sandra Scream y Woody Long mientras trabajaba como estríper en otro club llamado Go-Go Ramma, ubicado en Laurence Harbor Scream y Long se ofrecieron para ayudarla a encontrar trabajo en revistas. Ella hizo su primera sesión de fotos para la revista Cheri en 1989. El director de cine pornográfico Bobby Hollander se puso en contacto con ella después de ver sus fotos en la revista. Inicialmente, Ariana eligió trabajar solo con su esposo, también actor pornográfico, Luc Wylder. Su primera actuación sexual con alguien más, además de Wylder, fue en una escena con la actriz Aja.
Entró en la industria pornográfica en 1992, cuando tenía 34 años. Al igual que otras tantas actrices que comenzaron con más de treinta años en la industria, por su físico, edad y atributos fue etiquetada como una actriz MILF.
Como actriz, ha trabajado para estudios como VCA Pictures, Fat Dog, Amazing, 4-Play Video, Bizarre, Wicked Pictures, Elegant Angel, Evil Angel, Metro, Twist, Hollywood, Cal Vista, Gourmet/GVC, Caballero o Vivid, entre otros.
Ariana decidió retirarse de películas para adultos en 1995 debido a los múltiples brotes de ETS en la industria en ese momento. Un año más tarde, ya en ese período de retiro, ganó el Premio AVN a la Mejor actriz de reparto en película por su trabajo en Desert Moon; obtuvo otra nominación, en la misma categoría, en la sección de vídeo, por Black Flava. Su regresó se fraguó en 1997, cuando rodó la película Tattoo, para el estudio Adam & Eve. Tras rodar otras películas ese año decidiría alejarse paulatinamente de la industria para dejar paso a sesiones como modelo erótica, en papeles de películas pornográficas no sexuales y para realizar sesiones como modelo fetichista y dominatrix.
En 2003 grabó su primera escena de doble penetración en la película Happy Ending.
Se retiró finalmente en 2004 como actriz, habiendo aparecido en algo más de 300 películas.
Algunas películas suyas fueron Agony of Arianna, Bondage Proposal, Club Hades, Devil in Miss Jones 5 - The Inferno, Double Load 2, Fairy's Tale, Heartbreaker, Leather for Lovers 3, More than a Handful 5, Obsession, Portrait of a TS, Speak No Evil, Twisted Visions o Wet Licks.

## Premios y nominaciones
| Año  | Ceremonia   | Resultado | Premio                   | Trabajo                   |
| ---- | ----------- | --------- | ------------------------ | ------------------------- |
| 1995 | Premios AVN | Nominada  | Artista femenina del año | —                         |
| 1996 | Premios AVN | Ganadora  | Mejor actriz de reparto  | Desert Moon (en película) |
| 1996 | Premios AVN | Nominada  | Mejor actriz de reparto  | Black Flava (en vídeo)    |